# 扇映画プロダクション
扇映画プロダクション（おうぎえいがプロダクション）は、かつて存在した日本の映画製作会社である。略称扇映画。短命であったが、独立系成人映画の黎明期にあって、脚本家・助監督を務めていた渡辺護を監督に抜擢し、渡辺の初期9作を製作したことで知られる。
日本映画データベース等に一部みられる「翁映画」あるいは「葵映画」は誤り。

## 沿革
- 1965年4月 - 設立[4]
  - 同年6月 - 設立第1作『あばずれ』を完成・公開[8]
- 1966年8月23日 - 最終作『女子大生の抵抗』を公開、以降活動停止[2][9][10]

## 概要

### 渡辺護を監督に抜擢
1965年（昭和40年）4月、斎藤邦唯（1929年 - ）が代表となり、東京都に設立した。創業者の斎藤邦唯は、もともと文学座出身の俳優であり、第二次世界大戦後の1954年（昭和29年）に製作を再開した日活に一時在籍、その後は草間百合子、滝口順平らとともに衣笠プロダクションに所属していた。1960年（昭和35年）に放映されたテレビ映画『アラーの使者』（監督近藤龍太郎）に「宇野刑事」役で出演した後に製作に転向、渡辺護の回想によれば、1964年（昭和39年）には、渡辺が助監督を務めた『悶える女子学生』（監督南部泰三、同年11月公開）の製作を務めていたという。斎藤は、同社設立第1作の製作にあたって、渡辺に成人映画を撮れる監督の紹介を依頼、渡辺はかつて師事した西條文喜（1921年 - 1988年）を推薦、吉田義昭（1932年 - 1989年）とともに脚本を準備するが、脚本完成段階で西條が降板、急遽、渡辺が監督に起用されることになったという。これが渡辺にとっても監督第1作である『あばずれ』であった。同作のスタッフ編成に協力した関喜誉仁（1923年 - 没年不詳）は、竹野治夫、村瀬栄一といったヴェテラン撮影技師、照明技師を確保、同作のクォリティを築いた。関は、マキノ正博が所長を務めていた時代の松竹下加茂撮影所から、戦後の日活に移籍した映画監督であった。クレジット上は吉田義昭は「吉田貴彰」、竹野治夫は「生田洋」、村瀬栄一は「村井徹二」といった変名を使用し、関喜誉仁は「沖弘次」の名で「監修」に名を連ねた。
同作の次には、関喜誉仁が「沖全吉」の名で『嬲る』『妾の子』の2作を監督、同社はそれらを製作した。同社の製作物は、『あばずれ』『嬲る』を新東宝興業（現在の新東宝映画）が、『妾の子』と『情夫と牝』（監督渡辺護）を桑原正衛が同年5月26日に設立したムービー配給社（のちの関東ムービー配給社）が配給、『紅壺』（監督渡辺護）を井上猛夫が前年1964年10月1日に設立したセンチュリー映画社と、矢島常二（1900年 - 1981年）が1964年4月に大阪に設立した日本セントラル映画の2社が棲み分けて配給した。明けて1966年（昭和41年）1月に公開された『浅草の踊子 濡れた素肌』（監督渡辺護）、続けて同年2月に公開された『女の狂宴』（監督渡辺護）は、センチュリー映画社が配給したが、同年上半期、センチュリー映画社が倒産してしまい、同年3月22日に公開された『うまず女』（監督渡辺護）以降は、すべて大蔵映画が配給することになった。しかしながら、同年8月23日に公開された『女子大生の抵抗』（監督渡辺護）を最後に、同社の製作する作品のクレジットを見ることがなくなった。事実上の活動停止である。斎藤邦唯の以降の活動は不明であるが、生前の渡辺護（2013年12月24日死去）は、斎藤とは「まだつきあいがあります」と語っていた。

### 再評価
同社の製作物のうち、上映用プリント等が現存するのは、東京国立近代美術館フィルムセンターが所蔵する『紅壺』のみと考えられていたが、2014年（平成26年）、同社の第1作『あばずれ』の16mmフィルム版上映用プリントが発見され、同年12月5日 - 同9日に神戸映画資料館で行われた「渡辺護 はじまりから、最後のおくりもの。」の特集上映で同作が上映された。『紅壺』についても、同年10月25日 - 同月31日にユーロスペースで行われた「渡辺護追悼 そして『たからぶね』の船出」の特集上映でデジタル上映が行われている。デジタル・ミームは同社の製作物を所蔵しておらず、事実上、同2作以外の作品は現存が確認されていないが、井川耕一郎らを中心に脚本等を基にした研究・再評価が進められている。

## 企業データ
- 社名 : 扇映画プロダクション
- 所在地 : 東京都
- 代表 : 斎藤邦唯
- 設立 : 1965年4月[4]

## おもなフィルモグラフィ
すべて「製作」である。東京国立近代美術館フィルムセンター（NFC）、デジタル・ミーム等での所蔵状況も記した。

### 1965年
- 『あばずれ』 : 製作斎藤邦唯、監修沖弘次、監督渡辺護、脚本吉田貴彰、撮影生田洋、主演飛鳥公子、配給新東宝興業、1965年6月公開（成人映画・映倫番号 不明） - 製作[19]、60分の16mmフィルム版上映用プリントが現存[23]
- 『嬲る』 : 製作斎藤邦唯、監督沖全吉、配給新東宝興業、1965年8月公開（成人映画・映倫番号 14092） - 製作[11]
- 『妾の子』 : 製作斎藤邦唯、監督沖全吉、脚本佐井勘三、配給ムービー配給社、1965年9月公開（成人映画・映倫番号 14163） - 製作[11]
- 『紅壺』[1][3]（『紅壺 べにつぼ』[7]『紅壷』[6]） : 製作斎藤邦唯、企画井上猛夫、監督渡辺護、脚本吉田貴彰、撮影大森一郎、主演真山ひとみ、配給センチュリー映画社・日本セントラル映画[20][21]、1965年10月公開（成人映画・映倫番号 14082） - 製作、『紅壺 べにつぼ』題の74分の上映用プリントをNFCが所蔵[7]・78分のデジタル素材が現存[24]
- 『情夫と牝』 : 製作斎藤邦唯、企画扇映画企画部、監督渡辺護、脚本奈加圭市、撮影竹野治夫、主演中島京子、配給ムービー配給社、1965年10月公開（成人映画・映倫番号 65602） - 製作

### 1966年
- 『浅草の踊子 濡れた素肌』[1]（あさくさのストリッパー ぬれたすはだ、『浅草の踊り子 濡れた素肌』[9]『濡れた素肌』[6]） : 製作斎藤邦唯、企画井上猛夫、監督渡辺護、脚本栄町はじめ、撮影生田洋、主演可能かず子、配給センチュリー映画社、1966年1月公開（成人映画・映倫番号 14290） - 製作
- 『女の狂宴』 : 製作斎藤邦唯、企画井上猛夫、監督渡辺護、脚本吉田貴彰、撮影生田洋、主演菊地京子・清水せつ、配給センチュリー映画社、1966年2月公開（成人映画・映倫番号 14363） - 製作
- 『うまず女』[9][6][10]（『石女 うまず女』[1]） : 製作斎藤邦唯、企画大島一城、監督渡辺護、脚本奈加圭市、撮影生田洋、主演丘百合子・香取環、配給大蔵映画、1966年3月審査・同月22日公開[10]（成人映画・映倫番号 14423） - 製作
- 『のたうち』 : 製作斎藤邦唯、企画大島一城、監督渡辺護、脚本吉田義昭、撮影生田洋、主演新高恵子、配給大蔵映画、1966年5月審査・同月17日公開[10]（成人映画・映倫番号 14503） - 製作
- 『絶品の女』 : 製作斎藤邦唯、企画大島一城、監督渡辺護、脚本栄町はじめ、主演新高恵子、配給大蔵映画、1966年7月審査・同月12日公開[10]（成人映画・映倫番号 14557） - 製作
- 『女子大生の抵抗』 : 製作斎藤邦唯、企画大島一城、監督渡辺護、脚本石森史郎、撮影遠藤精一、主演谷口朱里、配給大蔵映画、1966年8月審査・同月23日公開[10]（成人映画・映倫番号 14631） - 製作